# Robert Baran
Robert Baran (ur. 3 lipca 1992 w Jarocinie) – polski zapaśnik startujący w stylu wolnym, wicemistrz Europy (2016). Olimpijczyk w Rio de Janeiro 2016, gdzie zajął jedenaste miejsce w kategorii 125 kg i piąty w Paryżu 2024 w kategorii do 125 kg. 

## Kariera sportowa
Jest etatowym żołnierzem i zawodnikiem Ceramika Krotoszyn. Pochodzi z rodziny zapaśniczej. Jego brat, Radosław, jest reprezentantem Grunwaldu Poznań, a Przemysław byłym zawodnikiem Ceramika. 
Zapasy uprawia od 2000. Był brązowym medalistą mistrzostw Europy kadetów w 2009 (kat. 85 kg), brązowym medalistą mistrzostw Europy juniorów w 2010 (kat. 85 kg) i brązowym medalistą młodzieżowych mistrzostw Europy w 2015 (kat. 125 kg). Jego największymi sukcesami seniorskim są wicemistrzostwo Europy w 2016 i 2020 oraz brązowy medal mistrzostw Europy w 2018 (wszystkie starty w kat. 125 kg). Reprezentował także Polskę na mistrzostwach Europy seniorów w 2013 (10 m. w kat. 120 kg) i 2015 (11 m. w kat. 125 kg). Drugi w indywidualnym Pucharze Świata w 2020 roku.
Na mistrzostwach Polski seniorów zdobywał złote medale w 2013 (kat. 120 kg), 2015, 2017, 2018, 2020 i 2021 (kat. 125 kg).